# Camponotus pallens
Camponotus pallens är en myrart som först beskrevs av Le Guillou 1842.  Camponotus pallens ingår i släktet hästmyror, och familjen myror. Inga underarter finns listade.